# Canadian Badminton Masters
Das Canadian Badminton Masters ist die offene Seniorenmeisterschaft von Kanada im Badminton. Es wird seit dem Jahr 1986 ausgetragen.

## Titelträger der O30
| Saison    | Herreneinzel      | Dameneinzel       | Herrendoppel                          | Damendoppel                  | Mixed                         |
| --------- | ----------------- | ----------------- | ------------------------------------- | ---------------------------- | ----------------------------- |
| 2017      | Ryan Giesbrecht   | Jody Patrick      | Greg Bury Alan Chow                   | Fiona McKee Lindsay Reynolds | Greg Bury Jody Patrick        |
| 2018      | Toby Ng           | Anna Rice         | Tony Gunawan Effendy Widjaja          | Yoyo Chen Jo Novita          | Toby Ng Bing O’Reilly         |
| 2019      | William Schram    | Jody Patrick      | Jean Philippe Goyette Frédéric Parent | Jennifer Chen Joy Zhang      | Nick Ponting Rebecca Pantaney |
| 2020 2021 | nicht ausgetragen | nicht ausgetragen | nicht ausgetragen                     | nicht ausgetragen            | nicht ausgetragen             |

## Titelträger der O35
| Saison  | Herreneinzel          | Dameneinzel      | Herrendoppel                      | Damendoppel                           | Mixed                               |
| ------- | --------------------- | ---------------- | --------------------------------- | ------------------------------------- | ----------------------------------- |
| 1986    | Greg Carter           | Sue Truscott     | Greg Carter Geoff Harris          | Sue Truscott Sandra Stevenson         | Greg Carter Sue Truscott            |
| 1987    | Jamie McKee           | Jane Youngberg   | Greg Carter Archie Chawla         | Anne Yacyshyn Jennifer Aziz           | Peter McKinnon Jane Youngberg       |
| 1988    | Jamie McKee           | Sandra Stevenson | Jamie McKee R. Moore              | Sue Truscott Sandra Stevenson         | Greg Carter Judi Rollick            |
| 1989    | Jamie McKee           | Jane Youngberg   | Greg Carter Archie Chawla         | Sue Truscott Anne Dunsterville        | Greg Carter Sue Truscott            |
| 1990    | Jesper Helledie       | Jane Youngberg   | Jesper Helledie Ken Little        | Sue Truscott Sandra Stevenson         | Mike Walker Liz Wilson              |
| 1991    | John Czich            | Sally Brinsmead  | Greg Carter John Czich            | Jennifer Aziz Sally Brinsmead         | Ian Bishop June Saunders            |
| 1992    | Jesper Helledie       | Wendy Carter     | Jesper Helledie Ken Little        | Jennifer Aziz Sally Brinsmead         | Billy Gilliland Wendy Carter        |
| 1993    | Jesper Helledie       | Wendy Carter     | Jesper Helledie Greg Carter       | Wendy Carter Pat Chawla               | Greg Carter Wendy Carter            |
| 1994    | Jeff Goldsworthy      | Wendy Carter     | Saj Malik Satish Menon            | Wendy Carter Pat Chawla               | Greg Carter Wendy Carter            |
| 1995    | Yao Ximing            | Sharon Wilson    | Billy Gilliland Bob MacDougall    | Penny Parkes Sharon Rice              | Billy Gilliland Gayle Gilliland     |
| 1996    | John Goss             | Janice Walker    | Jonathan Solaiman Yao Ximing      | Cheryl Thomas Pat Chawla              | Yao Ximing Vivian Mai               |
| 1997    | John Goss             | Claire Beaton    | John Goss Grant Pittman           | Claire Beaton Nancy Helledie          | Ross Clarke Nancy Helledie          |
| 1998    | Ken Poole             | Claire Beaton    | Ken Poole Danny Shannon           | Claire Beaton Diana Harvey            | Calvin Holoboff Sue Rogers          |
| 1999    | John Goss             | Claire Beaton    | Jonathan Solaiman Yao Ximing      | Y. T. Hung J. C. Yang                 | C. Y. Wang J. C. Yang               |
| 2000    | John Goss             | Claire Beaton    | Ken Poole Mark O’Donoghue         | Claire Beaton Nancy Helledie          | Harry Mah Joanne Drackett           |
| 2001    | John Goss             | Claire Beaton    | Danny Shannon John Goss           | Karen Torstensen Joanne Drackett      | Harry Mah Joanne Drackett           |
| 2002    | Bryan Blanshard       | Doris Piché      | Mike Bitten Bryan Blanshard       | Karen Torstensen Joanne Drackett      | Mike Bitten Doris Piché             |
| 2003    | David Humble          | Karen Torstensen | Ken Poole Roger Thompson          | Claire Beaton Evonne Whelan           | David Humble Joanne Drackett        |
| 2004    | David Humble          | Karen Torstensen | David Humble Jeff White           | Claire Allison Evonne Whelan          | Eric Nilsson Si-an Deng             |
| 2005    | David Humble          | Denyse Julien    | David Humble Jeff White           | Claire Allison Evonne Whelan          | David Humble Ingrid Bauer           |
| 2006    | David Humble          | Denyse Julien    | David Humble Jeff White           | Denyse Julien Ingrid Bauer            | Anil Nair Evonne Whelan             |
| 2007    | Quang Hoang           | Denyse Julien    | David Humble Jeff White           | Denyse Julien Marie-Helene Loranger   | Jeff White Milaine Cloutier         |
| 2008    | Ardy Wiranata         | Ingrid Bauer     | Bryan Moody Iain Sydie            | Denyse Julien Milaine Cloutier        | Jeff White Milaine Cloutier         |
| 2009    | Mike Beres            | Joyce Pittman    | Mike Beres Kyle Hunter            | Denyse Julien Marie-Helene Loranger   | Mike Beres Doris Piché              |
| 2010    | Leslie Lau            | Joyce Pittman    | Anil Nair Sandro Rossi            | Sue Rogers Evonne Whelan              | Ignatius Rusli Veronica Cukic       |
| 2011    | Michael Kryczka       | Joyce Pittman    | Bryan Blanshard Mike Levasseur    | Sue Rogers Denise Vines               | Mark Rana Lisa Campbell             |
| 2012    | Jean Philippe Goyette | Denyse Julien    | Éric Dufour Jean Philippe Goyette | Karine Lachance Marie-Claude Lachance | Jean Philippe Goyette Denyse Julien |
| 2013    | Leslie Lau            | Anthea Poon      | Anil Nair Nick Ponting            | Dori Manley Tarrin Mcdonough          | Nick Ponting Anthea Poon            |
| 2014    | Ashraf Masih          | Anthea Poon      | Quang Hoang William Huerter       | Anthea Poon Karen Torstensen          | Quang Hoang Maria Cheng             |
| 2015    | Bobby Milroy          | Anthea Poon      | Greg Bury Bobby Milroy            | Milaine Cloutier Karen Torstensen     | David Humble Milaine Cloutier       |
| 2016    | Charles Pyne          | Lyndsay Thomson  | David Shaw Ajit Umrani            | Milaine Cloutier Valérie Loker        | Greg Bury Valérie Loker             |
| ab 2017 | weiter als O30        | weiter als O30   | weiter als O30                    | weiter als O30                        | weiter als O30                      |

## Titelträger der O40
| Saison    | Herreneinzel      | Dameneinzel        | Herrendoppel                          | Damendoppel                         | Mixed                              |
| --------- | ----------------- | ------------------ | ------------------------------------- | ----------------------------------- | ---------------------------------- |
| 1986      | Ben Munden        | Pat Atkinson       | Bruce Rollick Rolf Paterson           | Mimi Nilsson Judi Rollick           | Gord McConnell J. Robertson        |
| 1987      | Thomas Carmichael | Pat Atkinson       | Jim Poole Thomas Carmichael           | Anne Yacyshyn Claire Bowyer         | Vic Conley Mimi Nilsson            |
| 1988      | Thomas Carmichael | Sue Truscott       | Thomas Carmichael Paisan Rangsikitpho | Mimi Nilsson Judi Rollick           | Rolf Paterson Sue Truscott         |
| 1989      | Thomas Carmichael | Pat Atkinson       | Jim Poole Thomas Carmichael           | Sue Truscott Barb Cullen            | David Niven Sanne Dryborough       |
| 1990      | Mike Walker       | L. Dyke            | Jim Poole Mike Walker                 | Sandra Stevenson Sue Truscott       | B. Lewis J. Marykuca               |
| 1991      | Greg Carter       | Charlotte Ackerman | Greg Carter Archie Chawla             | June Saunders Charlotte Ackerman    | June Toff Bill Metcalfe            |
| 1992      | Jamie McKee       | Charlotte Ackerman | Greg Carter Jamie McKee               | Sandra Stevenson Sue Truscott       | Greg Carter Sue Truscott           |
| 1993      | Jamie McKee       | Charlotte Ackerman | Greg Carter Jamie McKee               | Charlotte Ackerman Liz Wilson       | Bill Metcalfe Charlotte Ackerman   |
| 1994      | Henry A. Paynter  | Charlotte Ackerman | Peter MacKinnon Sean Ng               | Charlotte Ackerman Liz Wilson       | Greg Carter Ellen Connelly         |
| 1995      | Jamie McKee       | Liz Anne Eyford    | Jamie McKee Raphi Kanchanaraphi       | Charlotte Ackerman Liz Wilson       | Bill Metcalfe Charlotte Ackerman   |
| 1996      | Kevin Hancock     | Pat Chawla         | Jonathan Solaiman Henry A. Paynter    | Marion Holoboff Siew Har Hong       | Jonathan Solaiman Vivian Mai       |
| 1997      | Henry A. Paynter  | Penny Parkes       | Jamie McKee Ross Clarke               | Judy Gray Pat Chawla                | Ross Clarke Cheryl Clarke          |
| 1998      | Harry Mah         | Penny Parkes       | Calvin Holoboff Sean Ng               | Penny Parkes Sharon Rice            | Calvin Holoboff Marion Holoboff    |
| 1999      | Harry Mah         | Pat Chawla         | Jonathan Solaiman Yao Ximing          | Geraldine McLean Jane West          | Calvin Holoboff Cheryl Thomas      |
| 2000      | Geoff Stensland   | Jane West          | Jonathan Solaiman Yao Ximing          | Pat Chawla Cheryl Thomas            | Calvin Holoboff Sue Rogers         |
| 2001      | Grant Pittman     | Pat Chawla         | Grant Pittman John Goss               | Pat Chawla Sue Rogers               | Calvin Holoboff Sue Rogers         |
| 2002      | Chris Dorey       | Claire Beaton      | Chris Dorey Ian Garland               | Sharon Rice Penny Parkes            | Chris Dorey Shirley Thompson       |
| 2003      | Grant Pittman     | Claire Beaton      | Chris Dorey Ian Garland               | Pat Chawla Claire Beaton            | Grant Pittman Barb Heaney          |
| 2004      | Sandro Rossi      | Claire Allison     | Mike Bitten Wayne Dalin               | Shirley Thompson Sue Rogers         | Sandro Rossi Sue Rogers            |
| 2005      | Grant Pittman     | Claire Allison     | Reed Sumida Mark Peterman             | Shirley Thompson Sue Rogers         | B. Morgan Denyse Julien            |
| 2006      | Sandro Rossi      | Denyse Julien      | Grant Pittman Eric Torstensen         | J. Drackett Karen Torstensen        | Eric Torstensen Karen Torstensen   |
| 2007      | Rick Murphy       | Denyse Julien      | Chris Dorey Mike Levasseur            | Denyse Julien Marie-Helene Loranger | Danny Shannon Karen Torstensen     |
| 2008      | Terry Downton     | Denyse Julien      | Anil Kaul Erik Nilsson                | Joanne Gillette Karen Torstensen    | Bryan Blanshard Denyse Julien      |
| 2009      | Mir Tahir Ishaq   | Denyse Julien      | Bryan Blanshard Mike Levasseur        | Joanne Gillette Karen Torstensen    | Bryan Blanshard Doris Piché        |
| 2010      | Ernest Nketiah    | Joyce Pittman      | Ken Poole Ignatious Rusli             | Claire Allison Evonne Whelan        | Ignatius Rusli Veronica Cukic      |
| 2011      | Quong Hoang       | Lisa Campbell      | Bryan Blanshard Mike Levasseur        | Claire Allison Evonne Whelan        | Mark Rana Lisa Campbell            |
| 2012      | Ernest Nketiah    | Joyce Pittman      | Éric Dufour Sylvain Proteau           | Joanne Gillette Karen Torsetsen     | Martin Boudreau Isabelle Cauchon   |
| 2013      | Leslie Lau        | Joyce Pittman      | Nick Pointing Anil Nair               | Joyce Pittman Clara Wai             | Nick Ponting Anne Lim              |
| 2014      | Sylvain Proteau   | Anna Cheah         | Nick Pointing Anil Nair               | Cindy Peng Vicky Zheng              | Erik Nilsson Vicky Zheng           |
| 2015      | David Humble      | Pam Berry          | Éric Dufour Sylvain Proteau           | Peng Xinyong Vicky Zheng            | Jeff White Milaine Cloutier        |
| 2016      | nicht ausgetragen | Clarissa Koh       | Anil Nair Neil Ward                   | Teresa Montero Veronica Rey         | David Humble Milaine Cloutier      |
| 2017      | Neil Ward         | Crystal Liao       | Elliot Beals Chris White              | Teresa Montero Veronica Rey         | Éric Montpetit Teresa Montero      |
| 2018      | Ulric Worster     | Anthea Poon        | Tony Gunawan Effendy Widjaja          | Xian Laio Peng Xinyong              | Tony Gunawan Julie King            |
| 2019      | Ashraf Masih      | Stéfanie Leduc     | Anil Nair Nick Ponting                | Carol Fu Rebecca Pantaney           | Jean Philippe Goyette Jody Patrick |
| 2020 2021 | nicht ausgetragen | nicht ausgetragen  | nicht ausgetragen                     | nicht ausgetragen                   | nicht ausgetragen                  |

## Titelträger der O45
| Saison    | Herreneinzel      | Dameneinzel        | Herrendoppel                      | Damendoppel                      | Mixed                           |
| --------- | ----------------- | ------------------ | --------------------------------- | -------------------------------- | ------------------------------- |
| 1995      | Brian Templeton   | nicht ausgetragen  | George Brown George Fehr          | S. Smythe Joanne Sullivan        | David Niven Sanne Dryborough    |
| 1997      | Henry A. Paynter  | Charlotte Ackerman | Bill Metcalfe Jamie McKee         | Jennifer Aziz Ellen Connelly     | K. Arthur Jennifer Aziz         |
| 1998      | Henry A. Paynter  | Siew Har Hong      | Henry A. Paynter Bill Metcalfe    | F. Pugh Maggie Pascal            | J. Y. Cheng Anne Yacyshyn       |
| 1999      | J. Y. Chen        | C. M. Yang         | Kevin Hancock Henry A. Paynter    | Charlotte Ackerman Liz Willson   | J. Y. Cheng C. M. Yang          |
| 2000      | Henry A. Paynter  | Siew Har Hong      | Ken Little Don Smith              | Siew Har Hong Man                | Kevin Hancock Lynne Burns       |
| 2001      | Harry Mah         | Pat Chawla         | Jonathan Solaiman Imre Bereknyei  | Siew Har Hong Liz Anne Eyford    | Jonathan Solaiman Siew Har Hong |
| 2002      | Imre Bereknyei    | Penny Parkes       | Brian Templeton Brian Dick        | Sally Dakin Jennifer Aziz        | Imre Bereknyei Marticia Fagan   |
| 2003      | Imre Bereknyei    | Claire Beaton      | Danny Shannon Harry Mah           | Sally Dakin Jennifer Aziz        | Rob Oldfield Geraldine McLean   |
| 2004      | Chris Dorey       | Claire Allison     | Chris Dorey Imre Bereknyei        | Geraldine McLean Jane West       | Imre Bereknyei M. Ikeda         |
| 2005      | Chris Dorey       | Claire Allison     | Bob MacDougall Billy Gilliland    | Sue Rogers Barb Heaney           | Billy Gilliland Wendy Carter    |
| 2006      | Grant Pittman     | Denyse Julien      | Geoff Stensland Rob Hankins       | Sue Rogers Barb Heaney           | Harry Mah Sue Rogers            |
| 2007      | Sandro Rossi      | Claire Allison     | Reed Sumida Mark Peterman         | Sue Rogers Shirley Thompson      | Chris Dorey Shirley Thompson    |
| 2008      | Sandro Rossi      | Claire Allison     | Reed Sumida Pat Tryon             | Wendy Carter Barb Heaney         | Danny Shannon Denyse Julien     |
| 2009      | Sandro Rossi      | Claire Allison     | Chris Dorey Reed Sumida           | Claire Allison Denise Vines      | Geoff Stensland Claire Allison  |
| 2010      | Sandro Rossi      | Claire Allison     | Ken Poole Danny Shannon           | Claire Allison Denise Vines      | Danny Shannon Joanne Gillette   |
| 2011      | Peter A. Smith    | Evonne Whelan      | Chris Dorey Reed Sumida           | Claire Allison Evonne Whelan     | Saj Malik Denyse Vines          |
| 2012      | Sylvain Proteau   | Denyse Julien      | John Wright Saj Malik             | Aine Humble Shirley Thompson     | Saj Malik Denyse Vines          |
| 2013      | Sylvain Proteau   | nicht ausgetragen  | Bryan Blanshard Mike Levasseur    | Sue Eng Joyce Pittman            | Eric Nilsson Vicky Zheng        |
| 2014      | Sylvain Proteau   | Joyce Pittman      | Sajjad Malik John Wright          | Sue Rogers Denise Vines          | Nick Ponting Karen Torstensen   |
| 2015      | Erik Nilsson      | Joyce Pittman      | David Humble Jeff White           | Pam Berry Karen Torstensen       | Anil Sair Sue Rogers            |
| 2016      | Sylvain Proteau   | Joyce Pittman      | Elliot Beals David Humble         | Teresa Montero Veronica Rey      | Quang M. Hoang Maria Cheng      |
| 2017      | Claude Nadeau     | Clarissa Koh       | Elliot Beals David Humble         | Teresa Montero Veronica Rey      | Elliot Beals Joyce Pittman      |
| 2018      | Ulric Wolster     | Bin Lin            | Éric Dufour Sylvain Proteau       | Joanne Gillette Karen Torstensen | Muqeet Rana Milaine Cloutier    |
| 2019      | Quang M. Hoan     | Clarissa Koh       | Éric Dufour Jean Philippe Goyette | Milaine Cloutier Denyse Julien   | Erik L. Nilsson Vicky Zheng     |
| 2020 2021 | nicht ausgetragen | nicht ausgetragen  | nicht ausgetragen                 | nicht ausgetragen                | nicht ausgetragen               |

## Titelträger der O50
| Saison    | Herreneinzel      | Dameneinzel        | Herrendoppel                              | Damendoppel                     | Mixed                            |
| --------- | ----------------- | ------------------ | ----------------------------------------- | ------------------------------- | -------------------------------- |
| 1986      | Jim Poole         | Helga Worster      | Jim Poole Abdul Shaikh                    | Maureen Hibberson Helga Worster | Jim Poole Claire Bowyer          |
| 1987      | James Carnwath    | Joyce Jones        | James Carnwath Raphi Kanchanaraphi        | Joyce Jones Claire Bowyer       | Bert Fergus Mimi Nilsson         |
| 1988      | Ken Money         | Jean Folinsbee     | Jim Poole Abdul Shaikh                    | Mimi Nilsson Jean Folinsbee     | Abdul Shaikh Joyce Jones         |
| 1989      | James Carnwath    | Jean Folinsbee     | Jim Poole Abdul Shaikh                    | Barb Cullen Joyce Kallweit      | Jim Poole Joyce Jones            |
| 1990      | James Carnwath    | Jean Folinsbee     | Jim Powell Channarong Ratanaseangsuang    | Mimi Nilsson Helga Worster      | John Meija Joyce Kallweit        |
| 1991      | James Carnwath    | Jean Folinsbee     | James Carnwath Raphi Kanchanaraphi        | Barb Cullen A. Dunsterville     | M. Hunt Warren Kilpatrick        |
| 1992      | Mike Bilida       | Anne Young         | Jim Powell Channarong Ratanaseangsuang    | Barb Cullen A. Dunsterville     | Rolf Paterson Mimi Nilsson       |
| 1993      | Gord McConnell    | J. Knudson         | James Carnwath Raphi Kanchanaraphi        | Mimi Nilsson Joanne Sullivan    | Raphi Kanchanaraphi Mimi Nilsson |
| 1994      | Robert Cook       | Anne Young         | Andy Gouw Jim Poole                       | Pat Atkinson Joanne Sullivan    | Andy Gouw Barb Cullen            |
| 1995      | Andy Gouw         | E. Tolken-Bekker   | Jim Powell Channarong Ratanaseangsuang    | C. Masuda M. Tsukamoto          | David Niven Joanne Sullivan      |
| 1996      | Gord McConnell    | A. Murray          | Channarong Ratanaseangsuang Rick Simonton | Sanne Dryborough Maggie Pascal  | David Niven Sanne Dryborough     |
| 1997      | Lane Bickel       | E. Tolken-Bekker   | Lane Bickel Wilf Côté                     | S. Yano T. Sawa                 | George Brown June Toft           |
| 1998      | Ian Bishop        | Cindy Simpson      | Robert Cook Curt Dommeyer                 | Anne Yacyshyn June Saunders     | Dave Holt Anne Yacyshyn          |
| 1999      | Ian Bishop        | Charlotte Ackerman | Channarong Ratanaseangsuang Rick Simonton | T. Ito S. Sano                  | David Niven Sanne Dryborough     |
| 2000      | Ian Bishop        | Maggie Pascal      | Brian Templeton Brian Dick                | Maggie Pascal Joanne Sullivan   | Bill Metcalfe Joanne Sullivan    |
| 2001      | Ian Bishop        | Charlotte Ackerman | Bill Metcalfe Archie Chawla               | Maggie Pascal Joanne Sullivan   |                                  |
| 2002      | Ian Bishop        | Siew Har Hong      | Brian Templeton Brian Dick                | Maggie Pascal Joanne Sullivan   | Henry A. Paynter Siew Har Hong   |
| 2003      | Henry A. Paynter  | Siew-Har Hong      | Sean Ng Henry A. Paynter                  | Jennifer Aziz Siew Har Hong     | Henry A. Paynter Siew Har Hong   |
| 2004      | Henry A. Paynter  | Jennifer Aziz      | Mike VanderSchilden Gary Helmkay          | Jennifer Aziz Marlene Mader     | Gary Helmkay Liz Wilson          |
| 2005      | Henry A. Paynter  | Marcia Jackson     | Mike VanderSchilden Gary Helmkay          | Jennifer Aziz Siew Har Hong     | Gary Helmkay Jennifer Aziz       |
| 2006      | Henry A. Paynter  | Pat Chawla         | Imre Bereknyei Jonathan Solaiman          | Liz Anne Eyford Siew Har Hong   | Bill Metcalfe Wendy Carter       |
| 2007      | Imre Bereknyei    | Geraldine McLean   | Imre Bereknyei Jonathan Solaiman          | Jennifer Aziz Sally Dakin       | Imre Bereknyei Siew Har Hong     |
| 2008      | Imre Bereknyei    | Pat Chawla         | Bill Metcalfe James Taylor                | Wendy Carter L. Sherlock        | Bill Metcalfe Wendy Carter       |
| 2009      | Yves Proulx       | Penny Parkes       | Chris Dorey Jonathan Solaiman             | Debbie McCoy Penny Parkes       | Sajjad Malik Penny Parkes        |
| 2010      | Yves Proulx       | Penny Parkes       | Chris Dorey Jonathan Solaiman             | Karen Sun Mary Jo Randall       | Chris Dorey Debbie McCoy         |
| 2011      | Yves Proulx       | Hélène Dube        | Sajid Malik Pat Tryon                     | Karen Sun Mary Jo Randall       | Grant Pittman Barb Heaney        |
| 2012      | Rick Murphy       | Hélène Dube        | Sajid Malik Pat Tryon                     | Clara Wai Damaris Brix          | Grant Pittman Barb Heaney        |
| 2013      | Geoff Stensland   | Mary-Jo Randall    | Bobby Ertanto Effendy Widjaja             | Clara Wai Damaris Brix          | Geoff Stensland Helen Roome      |
| 2014      | Yves Proulx       | Hélène Dube        | Sajjad Malik Steve McCoy                  | Sue Rogers Denise Vines         | Sajjad Malik Denise Vines        |
| 2015      | Terry Downton     | Pam Berry          | Muqeet Rana Tariq Wadood                  | Sue Rogers Denise Vines         | John Goss Sue Rogers             |
| 2016      | Rick Murphy       | Janette Watt       | Sajjad Hussain Malik Steve McCoy          | Sue Zoo Eng Shirley Thompson    | John Goss Shirley Thompson       |
| 2017      | Sandro Rossi      | Joyce Pittman      | Sandro Rossi Agnatius Rusli               | Joyce Pittman Clara Wai         | Grant Pittman Joyce Pittman      |
| 2018      | Chang Wen-sung    | Karen Torstensen   | James Hurlburt Yuguang Zheng              | Teresa Montero Veronica Rey     | Chang Wen-sung Lai Ying-Fang     |
| 2019      | Sylvain Proteau   | Denyse Julien      | Ken Poole Steve Pothier                   | Teresa Montero Veronica Rey     | Grant Pittman Joyce Pittman      |
| 2020 2021 | nicht ausgetragen | nicht ausgetragen  | nicht ausgetragen                         | nicht ausgetragen               | nicht ausgetragen                |

## Titelträger der O55
| Saison    | Herreneinzel      | Dameneinzel        | Herrendoppel                           | Damendoppel                           | Mixed                                  |
| --------- | ----------------- | ------------------ | -------------------------------------- | ------------------------------------- | -------------------------------------- |
| 1995      | Mike Bilida       | nicht ausgetragen  | Jim Powell Channarong Ratanaseangsuang | Karin Goodrich Olga Kanigan           | Channarong Ratanaseangsuang Anne Wurst |
| 1997      | G. Atkinson       | Anne Young         | Tosh Uyeda Thomas Carmichael           | Anne Young Mimi Nilsson               | Wayne Macdonnell Barb Cullen           |
| 1998      | Lane Bickel       | Anne Young         | Warren Kilpatrick Gord McConnell       | Solanges Côté Margaret Hudson         | James Carnwath Anne Young              |
| 1999      | K. E. Goh         | Helga Worster      | Rolf Paterson Bruce Rollick            | K. Nagai M. Shimizu                   | Lane Bickel Karen Jackson              |
| 2000      | Lane Bickel       | Karen Jackson      | Jim Powell Channarong Ratanaseangsuang | Val Butler Karen Jackson              | Lane Bickel Karen Jackson              |
| 2001      | Lane Bickel       | Margaret Hudson    | Tony Knott Lane Bickel                 | Maggie Pascal Joanne Sullivan         | Gord McConnell Joanne Sullivan         |
| 2002      | Tony Knott        | Barb Morin         | Tony Knott Lane Bickel                 | Maggie Pascal Joanne Sullivan         | David Niven Sanne Dryborough           |
| 2003      | Ian Bishop        | Barb Morin         | Gord McConnell David Niven             | Maggie Pascal Joanne Sullivan         | David Niven Sanne Dryborough           |
| 2004      | Ian Bishop        | Charlotte Ackerman | Gord McConnell David Niven             | Val Butler Sanne Dryborough           | Ian Bishop Val Butler                  |
| 2005      | Ian Bishop        | Charlotte Ackerman | David Niven Curt Dommeyer              | Val Butler Sanne Dryborough           | David Niven Sanne Dryborough           |
| 2006      | Bill Metcalfe     | Sue Dommeyer       | Brian Dick Brian Templeton             | Barb Aven Tess Tearoe                 | Ian Bishop Val Butler                  |
| 2007      | Bill Metcalfe     | Siew Har Hong      | Bill Metcalfe Jamie McKee              | Jennifer Aziz Siew Har Hong           | Mike Mitson Siew Har Hong              |
| 2008      | Bill Metcalfe     | Siew Har Hong      | Andre Pomerlau Mike VanderSchilden     | Joanne Cicrich Siew Har Hong          | Henry Paynter Siew Har Hong            |
| 2009      | Henry A. Paynter  | Brenda Johnson     | Bill Metcalfe Henry A. Paynter         | Jennifer Aziz Siew Har Hong           | Henry A. Paynter Siew Har Hong         |
| 2010      | Bill Metcalfe     | Siew Har Hong      | Gary Helmkay Mike Vanderschilden       | Lynne Burns Siew Har Hong             | Henry A. Paynter Siew Har Hong         |
| 2011      | Henry A. Paynter  | Geraldine Pugh     | Imre Bereknyei Jonathan Solaiman       | Jennifer Aziz Sally Dakin             | Bill Metcalfe Sally Dakin              |
| 2012      | Imre Bereknyei    | Sally Dakin        | Bill Metcalfe James Taylor             | Marcia Jackson Geraldine Pugh         | James Taylor Marcia Jackson            |
| 2013      | Imre Bereknyei    | Jean Albert        | Zhi Su Alan Wilson                     | Joanne Cicrich Geraldine Pugh         | Imre Bereknyei Siew Har Hong           |
| 2014      | Rick Murphy       | Penny Parkes       | Jeff Goldsworthy Keith Priestman       | Debby Mccoy Penny Parkes              | Sajjad Malik Penny Parkes              |
| 2015      | Geoff Stensland   | Mary-Jo Randall    | Sajjad Malik Steve McCoy               | Wendy Carter Tracy Ann Van Wassenhove | Sajjad Malik Penny Parkes              |
| 2016      | Yves Proulx       | Penny Parkes       | Mike Bitten Peter Brix                 | Debbie McCoy Penny Parkes             | Sajjad Hussain Malik Penny Parkes      |
| 2017      | Tom P. Muir       | Mary-Jo Randall    | Harry Mah Grant Pittman                | Wendy Carter Barb Heaney              | Mike Bitten Clara Wai                  |
| 2018      | Chang Wen-sung    | Mary-Jo Randall    | Chris Dorey Reed Sumida                | Yingzi Jin Qiuhong A. Zhu             | Mike Bitten Clara Wai                  |
| 2019      | Geoff Stensland   | Hélène Dubé        | Sajjad Malik Ken Poole                 | Tina Belanger Clara Wai               | John Goss Shirley Thomson              |
| 2020 2021 | nicht ausgetragen | nicht ausgetragen  | nicht ausgetragen                      | nicht ausgetragen                     | nicht ausgetragen                      |

## Titelträger der O60
| Saison    | Herreneinzel      | Dameneinzel       | Herrendoppel                                  | Damendoppel                     | Mixed                          |
| --------- | ----------------- | ----------------- | --------------------------------------------- | ------------------------------- | ------------------------------ |
| 1986      | Ken Grierson      | Jean Bardsley     | Barry Ursell John Carter                      | Jean Bardsley K. Hoffman        | Dick Witte Vivian Anderson     |
| 1987      | Ken Grierson      | Dorothy Tinline   | Ken Grierson Barry Ursell                     | Dorothy Tinline Claire Lovett   | Bob Brooks Helen Suzuki        |
| 1988      | Bob Brooks        | Betty Buck        | Dick Witte Ed McSweeney                       | Betty Buck Sheila Paynter       | Bob Brooks Betty Buck          |
| 1989      | J. Bell           | Dorothy Tinline   | Dick Witte Ed McSweeney                       | Dorothy Tinline Claire Lovett   | Bob Brooks Betty Buck          |
| 1990      | Bill Dalin        | Joyce Jones       | Bob Brooks Bill Dalin                         | Claire Bowyer Maureen Hibberson | Bill Dalin Maureen Hibberson   |
| 1991      | Bob Brooks        | Claire Bowyer     | Dick Witte Ed McSweeney                       | Claire Bowyer Joyce Jones       | Dick Witte Claire Bowyer       |
| 1992      | Jim Poole         | Claire Bowyer     | Ray Cornish Jim Poole                         | Claire Bowyer Joyce Jones       | Jim Poole Joyce Jones          |
| 1993      | Ray Cornish       | Joyce Jones       | Dick Witte Ed McSweeney                       | Claire Bowyer Joyce Jones       | Ray Cornish Claire Bowyer      |
| 1994      | John Holehouse    | Claire Bowyer     | Jim Poole Abdul Shaikh                        | Claire Bowyer Joyce Jones       | Jim Poole Joyce Jones          |
| 1995      | James Carnwath    | Anne Wurst        | Ray Cornish Bert Fergus                       | Claire Bowyer Joyce Jones       | Mark Grantham Joyce Jones      |
| 1996      | James Carnwath    | Helga Worster     | Jim Carson Ted Weys                           | Mimi Nilsson Helga Worster      | Bert Fergus Mimi Nilsson       |
| 1997      | James Carnwath    | -                 | James Carnwath Bert Fergus                    | Claire Bowyer Mimi Nilsson      | Bert Fergus Mimi Nilsson       |
| 1998      | James Carnwath    | K. Kubota         | Wilf Côté Mark Grantham                       | K. Kubota Margie Uyeda          | Bob Corrigan Joyce Jones       |
| 1999      | Andy Evans        | Norma Veal        | Wilf Côté Mark Grantham                       | K. Murata Y. Onoda              | Wilf Côté Joyce Jones          |
| 2000      | Mike Bilida       | Margaret Hudson   | Jim Powell Channarong Ratanaseangsuang        | Anne Wurst Joyce Jones          | Wilf Côté Joyce Jones          |
| 2001      | Wilf Côté         | Solanges Côté     | Ted Weys Warren Kilpatrick                    | Margaret Hudson Solanges Côté   | Wilf Côté Solanges Côté        |
| 2002      | Mike Bilida       | Margaret Hudson   | Wilf Côté Tony Garcia                         | Solanges Côté Margaret Hudson   | Tony Garcia Solanges Côté      |
| 2003      | Lane Bickel       | Margaret Hudson   | Lane Bickel Gord McConnell                    | Solanges Côté Margaret Hudson   | Gord McConnell Joanne Sullivan |
| 2004      | Gord McConnell    | Helga Worster     | Channarong Ratanaseangsuang Warren Kilpatrick | Solanges Côté Margaret Hudson   | Gord McConnell Barb Cullen     |
| 2005      | Lane Bickel       | Margaret Hudson   | Gord McConnell David Niven                    | Val Butler Joanne Sullivan      | Gord McConnell Joanne Sullivan |
| 2006      | Tony Knott        | Margaret Hudson   | Gord McConnell David Niven                    | Maggie Pascal Joanne Sullivan   | Lane Bickel Karen Jackson      |
| 2007      | Lane Bickel       | Barb Morin        | Gord McConnell David Niven                    | Dora Garate Barb Morin          | David Niven Sanne Dryborough   |
| 2008      | Ian Bishop        | Barb Morin        | Ian Bishop Curt Dommeyer                      | Margaret Hudson Barb Morin      | Ian Bishop Val Butler          |
| 2009      | Ian Bishop        | Margaret Hudson   | Ian Bishop Curt Dommeyer                      | Dora Aliaga Margaret Hudson     | Ian Bishop Val Butler          |
| 2010      | Ian Bishop        | Sue Dommeyer      | Ian Bishop Curt Dommeyer                      | Susan Dommeyer Joanne Sullivan  | Curt Dommeyer Sue Dommeyer     |
| 2011      | Ian Bishop        | Sue Dommeyer      | D Panchal Cordell Parsons                     | Susan Dommeyer Sanne Dryborough | Ian Bishop Val Butler          |
| 2012      | Henry A. Paynter  | Siew Har Hong     | Bill Metcalfe Mike Mitson                     | Joanne Cicrich Susan Dommeyer   | Henry A. Paynter Siew Har Hong |
| 2013      | Henry A. Paynter  | Brenda Johnson    | Bill Metcalfe Mike Mitson                     | Joanne Cicrich Susan Dommeyer   | Henry A. Paynter Siew Har Hong |
| 2014      | Henry A. Paynter  | Siew Har Hong     | Gary Helmkay Mike Van Der Schilden            | Joanne Cicrich Susan Dommeyer   | Gary Helmkay Joanne Cicrich    |
| 2015      | Henry A. Paynter  | Brenda Johnson    | Gary Helmkay Mike Van Der Schilden            | Sally Dakin Siew Har Hong       | Henry A. Paynter Siew Har Hong |
| 2016      | Henry A. Paynter  | Sally Dakin       | Gary Helmkay Mike Van Der Schilden            | Sally Dakin Siew Har Hong       | Harry Mah Wendy Carter         |
| 2017      | Andrew Ng         | Siew Har Hong     | Randy P. Belanger Mike Mitson                 | Marcia Jackson Geraldine Pugh   | Harry Mah Wendy Carter         |
| 2018      | Andrew Ng         | Sally Dakin       | John Clark Les Timar                          | Sally Dakin Siew Har Hong       | Kon Fai Foo Foong Lin Ong Foo  |
| 2019      | Byron Kidd        | Sally Dakin       | Chris Dorey Yves Proulx                       | Sally Dakin Siew-Har Hong       | Chris Dorey Siew-Har Hong      |
| 2020 2021 | nicht ausgetragen | nicht ausgetragen | nicht ausgetragen                             | nicht ausgetragen               | nicht ausgetragen              |

## Titelträger der O65
| Saison    | Herreneinzel      | Dameneinzel       | Herrendoppel                                  | Damendoppel                        | Mixed                          |
| --------- | ----------------- | ----------------- | --------------------------------------------- | ---------------------------------- | ------------------------------ |
| 1986      | Barry Ursell      | Vivian Anderson   | Barry Ursell Gord Morgan                      | Claire Lovett Vivian Anderson      | Barry Ursell Claire Lovett     |
| 1987      | Barry Ursell      | Jean Bardsley     | Tom Graham E. Phillips                        | Dorothy Tinline Claire Lovett      | Tom Graham Dorothy Tinline     |
| 1988      | Barry Ursell      | Dorothy Tinline   | Barry Ursell Gord Morgan                      | Dorothy Tinline Claire Lovett      | Barry Ursell Claire Lovett     |
| 1989      | Jack Harvey       | Dorothy Tinline   | George Suzuki Jack Harvey                     | Dorothy Tinline Claire Lovett      | Barry Ursell Claire Lovett     |
| 1990      | John McGuinness   | Dorothy Tinline   | Dave Adams Barry Ursell                       | W. Watson J. Webster               | John McGuinness Lucille Holden |
| 1991      | Jack Harvey       | Dorothy Tinline   | Dick Witte Jack Harvey                        | Jean Bardsley Shigeko Aoki         | Barry Ursell Claire Lovett     |
| 1992      | Bob Brooks        | Betty Buck        | Dick Witte Jack Harvey                        | Lee Calvert Nan McFarland          | Barry Ursell Claire Lovett     |
| 1993      | Bob Brooks        | Betty Buck        | Dick Witte Jack Harvey                        | Dorothy Tinline Claire Lovett      | Barry Ursell Claire Lovett     |
| 1994      | Pierre Dugal      | Betty Buck        | Dick Witte Jack Harvey                        | Shigeko Aoki Jean Bardsley         | Barry Ursell Claire Lovett     |
| 1995      | Pierre Dugal      | Joyce Jones       | Russell Mullen Alistair Maclachlan            | Maureen Hibberson Claire Bowyer    | Jack Harvey Joyce Jones        |
| 1996      | Pierre Dugal      | nicht ausgetragen | Dwayne Enochs Wally Foy                       | Joyce Jones Claire Bowyer          | Glen Macey Claire Bowyer       |
| 1997      | Pierre Dugal      | Anne Wurst        | Ray Cornish Mark Grantham                     | Joyce Jones Claire Bowyer          | Mark Grantham Joyce Jones      |
| 1998      | Bert Fergus       | Claire Bowyer     | Ray Cornish Glen Macey                        | Claire Bowyer Joyce Jones          | Mark Grantham Joyce Jones      |
| 1999      | Bert Fergus       | Joyce Jones       | Bert Fergus Glen Macey                        | Claire Bowyer Joyce Jones          | Ray Cornish Claire Bowyer      |
| 2000      | Bert Fergus       | Toki Mashiko      | Ray Cornish Mark Grantham                     | Anne Wurst Claire Bowyer           | Mark Grantham Joyce Jones      |
| 2001      | James Carnwath    | Toki Mashiko      | James Carnwath Tosh Uyeda                     | Toki Mashiko Kayoko Komatsu        | Roger Kerby Lorraine Goss      |
| 2002      | Wilf Côté         | K. Marshall       | Wilf Côté Mark Grantham                       | C. Ota Y. Yamashita                | Wilf Côté Joyce Jones          |
| 2003      | James Carnwath    | Kay Marshall      | Lane Bickel Gord McConnell                    | Kay Marshall Margie Uyeda          | Wilf Côté Joyce Jones          |
| 2004      | James Carnwath    | Helga Worster     | Channarong Ratanaseangsuang Warren Kilpatrick | Kayoko Komatsu Y. Niizeki          | Daryell Bissell Olga Kanigan   |
| 2005      | Mike Bilida       | Jean Folinsbee    | Gord McConnell David Niven                    | T. Kobayashi Y. Niizeki            | Frank Emery Doris Clemett      |
| 2006      | Mike Bilida       | Margaret Hudson   | Gord McConnell David Niven                    | Doris Clemett Margaret Hudson      | Andy Evans Olga Kanigan        |
| 2007      | Mike Bilida       | Margaret Hudson   | Gord McConnell David Niven                    | Doris Clemett Margaret Hudson      | Frank Emery Doris Clemett      |
| 2008      | Lane Bickel       | Margaret Hudson   | Ian Bishop Curt Dommeyer                      | Doris Clemett Margaret Hudson      | Lane Bickel Solonges Côte      |
| 2009      | Akira Hirota      | Margaret Hudson   | Ian Bishop Curt Dommeyer                      | Margaret Hudson Joanne Sullivan    | Lane Bickel Solonges Côte      |
| 2010      | Robert Cook       | Sumiko Ishikawa   | Ian Bishop Curt Dommeyer                      | Margaret Hudson Joanne Sullivan    | Gord McConnell Joanne Sullivan |
| 2011      | Robert Cook       | Margaret Hudson   | Dhansukh Panchal Cordell Parsons              | Sanne Dryborough Margaret Hudson   | David Niven Sanne Dryborough   |
| 2012      | Tony Knott        | Barbara Morin     | Bill Metcalfe Mike Mitson                     | Sanne Dryborough Joanne Sullivan   | David Niven Sanne Dryborough   |
| 2013      | Tony Knott        | Lucia Jimenez     | Bill Metcalfe Mike Mitson                     | Dora Aliaga Lucia Jimenez          | Ian Bishop Val Butler          |
| 2014      | Ian Bishop        | Andrea Weiss      | Ian Bishop Curt Dommeyer                      | Mary Ann Bowles Andrea Weiss       | Curt Dommeyer Susan Dommeyer   |
| 2015      | Ian Bishop        | Susan Dommeyer    | Ian Bishop Curt Dommeyer                      | Dora Aliaga Susan Dommeyer         | Curt Dommeyer Susan Dommeyer   |
| 2016      | Ian Bishop        | Susan Dommeyer    | Akira Hirota William Metcalfe                 | Fran Mann Tess Tearoe              | Robert Cook Mary Ann Bowles    |
| 2017      | Henry A. Paynter  | Siew Har Hong     | Bill Metcalfe Mike Mitson                     | Siew Har Hong Lyn Jeannette Polson | Mike Mitson Sanne Dryborough   |
| 2018      | Bill Metcalfe     | Siew Har Hong     | Bill Metcalfe Mike Mitson                     | Siew Har Hong Rose Lei             | Henry A. Paynter Siew Har Hong |
| 2019      | Henry A. Paynter  | Rose Lei          | Bill Metcalfe Mike Mitson                     | Siew Har Hong Rose Lei             | Henry A. Paynter Siew Har Hong |
| 2020 2021 | nicht ausgetragen | nicht ausgetragen | nicht ausgetragen                             | nicht ausgetragen                  | nicht ausgetragen              |

## Titelträger der O70
| Saison    | Herreneinzel      | Dameneinzel       | Herrendoppel                    | Damendoppel                       | Mixed                            |
| --------- | ----------------- | ----------------- | ------------------------------- | --------------------------------- | -------------------------------- |
| 1992      | Barry Ursell      | Dorothy Tinline   | Tom Graham Barry Ursell         | Dorothy Tinline Claire Lovett     | Barry Ursell Claire Lovett       |
| 1993      | Barry Ursell      | Dorothy Tinline   | B. Stinson F. Parkinson         | Dorothy Tinline Claire Lovett     | Barry Ursell Claire Lovett       |
| 1994      | Jack Harvey       | Shigeko Aoki      | Tom Graham Barry Ursell         | Dorothy Tinline Claire Lovett     | Barry Ursell Claire Lovett       |
| 1995      | Jack Harvey       | Shigeko Aoki      | Dave Adams Barry Ursell         | Shigeko Aoki Jean Bardsley        | Barry Ursell Claire Lovett       |
| 1996      | Barry Ursell      | Lee Calvert       | Jack Harvey Dick Witte          | Shigeko Aoki Lucille Holden       | Barry Ursell Claire Lovett       |
| 1997      | Bob Brooks        | Betty Buck        | Bob Brooks Jack Harvey          | Shigeko Aoki Helen Nethercott     | Bob Brooks Betty Buck            |
| 1998      | Wally Foy         | Betty Buck        | Wally Foy Jack Harvey           | Betty Buck Lee Calvert            | Jack Harvey Lee Calvert          |
| 1999      | Pierre Dugal      | Dorothy Tinline   | H. C. Chen J. H. Hung           | Helen Nethercott Dorothy Tinline  | B. Helina Lee Calvert            |
| 2000      | Pierre Dugal      | nicht ausgetragen | Pierre Dugal Dick Witte         | Joyce Jones Claire Bowyer         | Pierre Dugal Joyce Jones         |
| 2001      | Pierre Dugal      | nicht ausgetragen | Pierre Dugal Dwayne Enochs      | Claire Bowyer Helen Nethercott    | Pierre Dugal Claire Bowyer       |
| 2002      | Pierre Dugal      | Denise Coates     | Mark Grantham Ray Cornish       | Claire Bowyer Joyce Jones         | Mark Grantham Joyce Jones        |
| 2003      | Pierre Dugal      | S. Ryall          | Pierre Dugal Dwayne Enochs      | Claire Bowyer Joyce Jones         | Mark Grantham Joyce Jones        |
| 2004      | James Duberry     | Denise Coates     | Ray Cornish Mark Grantham       | Kayoko Komatsu Shirley Graham     | Roger Kerby Shirley Graham       |
| 2005      | James Carnwath    | Toki Mashiko      | Tosh Uyeda James Carnwath       | Claire Bowyer Joyce Jones         | Mark Grantham Joyce Jones        |
| 2006      | James Carnwath    | Toki Mashiko      | Tosh Uyeda James Carnwath       | Claire Bowyer Joyce Jones         | Roger Kerby Lorraine Goss        |
| 2007      | James Carnwath    | Y. Ueki           | Bob Corrigan Tosh Uyeda         | Margie Uyeda Jeannine Bohn        | Bob Corrigan Joyce Jones         |
| 2008      | Wilf Côté         | Margie Uyeda      | James Duberry Roger Kerby       | Claire Bowyer Joyce Jones         | J. Christie Joyce Jones          |
| 2009      | James Carnwath    | Kay Marshall      | James Carnwath Tosh Uyeda       | Claire Bowyer Joyce Jones         | Frank Emery Lorraine Goss        |
| 2010      | Andy Evans        | Elsie Wilson      | Daryl Bissell Frank Emery       | Margaret Hudson Elsie Wilson      | Daryl Bissell Margaret Hudson    |
| 2011      | Di Hui Liew       | Elsie Wilson      | Daryl Bissell Frank Emery       | Margaret Hudson Elsie Wilson      | Daryl Bissell Margaret Hudson    |
| 2012      | Allyn Woodward    | Margaret Hudson   | David Murray Allyn Woodward     | Solonges Cote Margaret Hudson     | Allyn Woodward Elliana Schroeder |
| 2013      | Mike Bilida       | Margaret Hudson   | Murray Foubister Gord McConnell | Anne Henderson Joanne Sullivan    | Gord McConnell Joanne Sullivan   |
| 2014      | Di Hui Liew       | Margaret Hudson   | Murray Foubister Owen Stickels  | Margaret Hudson Joanne Sullivan   | Allyn Woodward Margaret Hudson   |
| 2015      | Akira Hirota      | Gloria Jiminez    | Robert Cook Allyn Woodward      | Darlene Homenchuk Joanne Sullivan | Allyn Woodward Jessie Rogers     |
| 2016      | Akira Hirota      | Frann Mann        | Allan Fraser Tony A. Knott      | Sanne Dryborough Joanne Sullivan  | Robert Cook Sanne Dryborough     |
| 2017      | Tony Alan Knott   | Frann Mann        | Akira Hirota Tony A. Knott      | Sanne Dryborough Fran Joan Mann   | Tony Alan Knott Sanne Dryborough |
| 2018      | Ian Bishop        | Intan Tee         | Ian Bishop Curt Dommeyer        | Dora Aliaga Intan Tee             | Ian Bishop Sanne Dryborough      |
| 2019      | Ian Bishop        | Gloria Jiménez    | Ian Bishop Curt Dommeyer        | Dora Aliaga Gloria Jiménez        | Ian Bishop Sanne Dryborough      |
| 2020 2021 | nicht ausgetragen | nicht ausgetragen | nicht ausgetragen               | nicht ausgetragen                 | nicht ausgetragen                |

## Titelträger der O75
| Saison    | Herreneinzel          | Dameneinzel        | Herrendoppel                  | Damendoppel                         | Mixed                                 |
| --------- | --------------------- | ------------------ | ----------------------------- | ----------------------------------- | ------------------------------------- |
| 1995      | John McGuinness       | Josie Durkin       | nicht ausgetragen             | nicht ausgetragen                   | Barry Ursell Claire Lovett            |
| 1997      | Barry Ursell          | nicht ausgetragen  | nicht ausgetragen             | Sheila Paynter Helen Nethercott     | Barry Ursell Claire Lovett            |
| 1998      | B. Tom                | nicht ausgetragen  | Tom Graham B. Tom             | P. Healey Dorothy Tinline           | Tom Graham Dorothy Tinline            |
| 1999      | Jack Harvey           | Dorothy Tinline    | Jack Harvey Barry Ursell      | Dorothy Tinline Helen Nethercott    | Jack Harvey Helen Nethercott          |
| 2000      | Jack Harvey           | Dorothy Tinline    | Jack Harvey H. Carlson        | Dorothy Tinline Helen Nethercott    | Jack Harvey Helen Nethercott          |
| 2001      | Jack Harvey           | Lee Calvert        | Dick Witte Jack Harvey        | Lee Calvert B. Lucas                | Jack Harvey Helen Nethercott          |
| 2002      | Jack Harvey           | Shigeko Aoki       | Dick Witte Jack Harvey        | Dorothy Tinline Helen Nethercott    | Dick Witte Lee Calvert                |
| 2003      | Jack Harvey           | nicht ausgetragen  | Ed McSweeney Dick Witte       | Helen Nethercott Dorothy Tinline    | Jack Harvey Helen Nethercott          |
| 2004      | James Bosco           | Lee Calvert        | Ed McSweeney Dick Witte       | Helen Nethercott Dorothy Tinline    | Dick Witte Lee Calvert                |
| 2005      | Douglas Lowe          | Joyce Jones        | Jack Harvey Dick Witte        | Claire Bowyer Joyce Jones           | Jack Harvey Joyce Jones               |
| 2006      | James Bosco           | Joyce Jones        | Dwayne Enochs James Bosco     | Claire Bowyer Joyce Jones           | Jack Harvey Joyce Jones               |
| 2007      | James Bosco           | Joyce Jones        | Kai Eskesen Mark Grantham     | Claire Bowyer Joyce Jones           | Arthur Lawrence Brown Joyce Jones     |
| 2008      | Arthur Lawrence Brown | Joyce Jones        | James Duberry Dick Witte      | Claire Bowyer Joyce Jones           | Arthur Lawrence Brown Joyce Jones     |
| 2009      | James Duberry         | Joyce Jones        | James Bosco Harry Orr         | Claire Bowyer Joyce Jones           | Arthur Lawrence Brown Joyce Jones     |
| 2010      | James Carnwath        | nicht ausgetragen  | James Carnwath Tosh Uyeda     | Claire Bowyer Joyce Jones           | Tosh Uyeda Claire Bowyer              |
| 2011      | James Carnwath        | Margie Uyeda       | James Carnwath Tosh Uyeda     | Kay Marshall Margie Uyeda           | Tosh Uyeda Margie Uyeda               |
| 2012      | James Duberry         | Kay Marshall       | James Carnwath Tosh Uyeda     | Kay Marshall Margie Uyeda           | Roger Kerby Shirley Graham            |
| 2013      | Wilfrid Cote          | Kay Marshall       | Mike Bilida Wilfrid Cote      | Lorraine Goss Kay Marshall          | Wilfrid Cote Joyce Jones              |
| 2014      | Wilfrid Cote          | Mary O’Connor      | Darryl Knott Wilfrid Pineault | Carole Chamutzky Dorris Taylor      | Darryl Knott Wendy Jerome             |
| 2015      | Wilfrid Cote          | Elsie Wilson       | Mike Bilida Wilfrid Cote      | Wendy Jerome Elise Wilson           | Wilfrid Cote Joyce Jones              |
| 2016      | Jim D. Stutely        | Margaret E. Hudson | Jim D. Stutely Allyn Woodward | Margaret E. Hudson Jessie Rogers    | Wilfrid Cote Solange Cote             |
| 2017      | Jim D. Stutely        | Margaret E. Hudson | Jim D. Stutely Allyn Woodward | Solange Cote Margaret Elaine Hudson | Allyn Woodward Margaret Elaine Hudson |
| 2018      | Akira Hirota          | Solanges Cote      | Akira Hirota Owen Stickels    | Margaret Hudson Joanne Sullivan     | Gordon McConnell Joanne Sullivan      |
| 2019      | Akira Hirota          | Margaret Hudson    | Akira Hirota Owen Stickels    | Margaret Hudson Joanne Sullivan     | Gordon McConnell Joanne Sullivan      |
| 2020 2021 | nicht ausgetragen     | nicht ausgetragen  | nicht ausgetragen             | nicht ausgetragen                   | nicht ausgetragen                     |

## Titelträger der O80
| Saison    | Herreneinzel          | Dameneinzel       | Herrendoppel                      | Damendoppel                     | Mixed                        |
| --------- | --------------------- | ----------------- | --------------------------------- | ------------------------------- | ---------------------------- |
| 2002      | Barry Ursell          | nicht ausgetragen | Barry Ursell Gord Morgan          | nicht ausgetragen               | Barry Ursell Dorothy Tinline |
| 2003      | Barry Ursell          | nicht ausgetragen | Barry Ursell Gord Morgan          | nicht ausgetragen               | Barry Ursell Dorothy Tinline |
| 2004      | Jack Harvey           | nicht ausgetragen | Barry Ursell Jack Harvey          | nicht ausgetragen               | Jack Harvey Helen Nethercott |
| 2005      | Jack Harvey           | Lee Calvert       | nicht ausgetragen                 | nicht ausgetragen               | Jack Harvey Helen Nethercott |
| 2006      | Jack Harvey           | Lee Calvert       | Jack Harvey Newton Reed           | Betty Thompson Dorothy Tinline  | Jack Harvey Lee Calvert      |
| 2007      | Frank Melvin          | Lee Calvert       | Dick Witte Newton Reed            | Betty Thompson Dorothy Tinline  | Dick Witte Lee Calvert       |
| 2008      | Frank Melvin          | Lee Calvert       | Dick Witte Jack Harvey            | Betty Thompson Helen Nethercott | Dick Witte Lee Calvert       |
| 2009      | James Bosco           | Lee Calvert       | James Bosco Frank Melvin          | Betty Thompson Helen Nethercott | James Bosco Betty Thompson   |
| 2010      | James Bosco           | Joyce Jones       | James Bosco Jack Harvey           | Lee Calvert Denise Coates       | Jack Harvey Joyce Jones      |
| 2011      | John Merritt          | nicht ausgetragen | nicht ausgetragen                 | nicht ausgetragen               | nicht ausgetragen            |
| 2012      | Arthur Lawrence Brown | nicht ausgetragen | nicht ausgetragen                 | nicht ausgetragen               | nicht ausgetragen            |
| 2013      | Roger Kirby           | nicht ausgetragen | nicht ausgetragen                 | nicht ausgetragen               | nicht ausgetragen            |
| 2014      | James Duberry         | nicht ausgetragen | James Duberry Roger Kerby         | nicht ausgetragen               | Roger Kerby Shirley Graham   |
| 2015      | James Duberry         | nicht ausgetragen | Rex Lee Forster Mah               | Kazuko Hashimura Kayoko Komatsu | Roger Kerby Shirley Graham   |
| 2016      | James Duberry         | Carole Charnutzky | Robert H. Clark Rex Lee           | nicht ausgetragen               | Roger Kerby Shirley Graham   |
| 2017      | Wil Cote              | nicht ausgetragen | Arthur Lawrence Brown Roger Kerby | nicht ausgetragen               | Wil Cote Lorraine Goss       |
| 2018      | Wil Cote              | Natsuko Cyr       | Arthur Lawrence Brown Roger Kerby | nicht ausgetragen               | Wil Cote Joyce Jones         |
| 2019      | Wilf Côté             | DorrisTaylor      | Robert H. Clark Wilf Côté         | nicht ausgetragen               | Wilf Côté Wendy Jerome       |
| 2020 2021 | nicht ausgetragen     | nicht ausgetragen | nicht ausgetragen                 | nicht ausgetragen               | nicht ausgetragen            |